# Abingdon (Virginia)
Abingdon város az USA Virginia államában. Lakosainak száma 8376 fő (2020. április 1.).

## Népesség
A település népességének változása:

| 2010 | 8 191 |
| 2020 | 8 376 |